# NGC 2789
NGC 2789 في الفهرس العام الجديد، هي مجرة، تقع في كوكبة السرطان. اكتشفت في 1 مايو 1862 بواسطة إدوارد ستيفان.

## روابط خارجية
- NGC 2789 على موقع ويكي سكاي: DSS2, SDSS, GALEX, IRAS, Hydrogen α, X-Ray, Astrophoto, Sky Map, Articles and images